# フロンティア軍
フロンティア軍（Army of the Frontier）はミシシッピ川流域戦線で活動した北軍の軍。アーカンソー州、インディアン準州およびカンサス州において、いくつかの小規模な戦闘に参加した。1863年に軍は解散したが、その多くの部隊はフロンティア小軍管区（District of the Frontier）の所属となった。

## フロンティア軍
フロンティア軍は1862年10月12日に、南西ミズーリ小軍管区（District of Southwest Missouri）内の部隊を集めて編成された。ジョン・マカリスター・スコフィールド准将（11月29日に少将に昇進）が初代の軍司令官となった。これ以前（10月1日-12日）、スコフィールドの軍は南西ミズーリ軍として知られていた。創設時のフロンティア軍は3個師団から構成されていた。師団長は、ジェームズ・ブラント（James G. Blunt）、ジェームズ・トッテン（James Totten）およびフランシス・ヘロン（Francis J. Herron）であった。
フロンティア軍のいくつかの部隊（ほとんどがブラントの第1師団）は戦争の初期段階にいくつかの小さな戦闘に参加した。1862年12月7日のプレーリーグローブの戦いが、軍にとって最も輝かしい瞬間であった。このとき、スコフィールドは軍を離れてセントルイスにあったため、ブラントが臨時に軍の指揮を執り、また同時に第1師団長も兼任した。ダニエル・ハストン大佐（Daniel Huston, Jr.）大佐がトッテンに代わって臨時第2師団長を務めた。このため、ヘロンは第2師団と第3師団の総指揮官となった。
1863年3月、スコフィールドに代わってヘロンが軍司令官となった。同年5月1日-2日、ウィリアム・ヴァンデヴァー（William Vandever）が師団長を務める第2師団が、南軍ジョン・マーマデュークの侵攻に対し、チョークブラフの戦い（Battle of Chalk Bluff）を戦い、戦術的には敗北したものの、戦略的にはマーマデュークを撃退することに成功した。1863年6月5日に軍は解散し、一部はヘロン師団としてビックスバーグの包囲戦の援軍として参加した。

### 歴代司令官
- ジョン・マカリスター・スコフィールド少将（1862年10月12日-1862年11月20日）
- ジェームズ・ブラント准将（1862年11月20日-1862年12月29日）
- ジョン・マカリスター・スコフィールド少将（1862年12月29日-1863年3月30日）
- フランシス・ヘロン少将（1863年3月30日-5 June 1863年6月5日）

### 主な戦闘
- オールドフォートウェインの戦い（Battle of Old Fort Wayne）：スコフィールド。ブラントの第1師団のみが参戦
- プレーリーグローブの戦い（Battle of Prairie Grove）：ブラント
- チョークブラフの戦い（Battle of Chalk Bluff）：ヘロン。ヴァンデヴァーの第2師団のみ参戦
- ビックスバーグの包囲戦：ヘロン。第13軍団のヘロン師団として

### プレーリーグローブの戦いの戦闘序列
| 軍                                           | 師団                                      | 旅団 |
| -------------------------------------------- | ----------------------------------------- | --- |
| フロンティア軍（9,216人） James G. Blunt少将 | 第1師団（3,144人） James G. Blunt少将直率 | - 第1旅団（1個歩兵連隊、4個騎兵連隊、2個砲兵中隊） - 第2旅団（2個歩兵連隊、1個騎兵連隊、1個砲兵中隊） - 第3旅団（3個歩兵連隊、2個砲兵中隊） |
| フロンティア軍（9,216人） James G. Blunt少将 | 第2師団（2,118人） Daniel Huston, Jr.大佐 | - 第1旅団（2個歩兵連隊、1個騎兵連隊、1個砲兵中隊） - 第2旅団（2個歩兵連隊、2個騎兵連隊、1個砲兵中隊）                                       |
| フロンティア軍（9,216人） James G. Blunt少将 | 第3師団（3,950人） Francis J. Herron准将  | - 第1旅団（1個歩兵連隊、3個騎兵連隊、2個砲兵中隊） - 第2旅団（3個歩兵連隊、1個砲兵中隊）                                                    |
| フロンティア軍（9,216人） James G. Blunt少将 | 独立部隊（585人）                         | 2個騎兵連隊 |

## フロンティア小軍管区
6月6日、ヘロン師団に加わわらず、アーカンサスとインディアン準州に残留した部隊は、ブラントを司令官とするフロンティア小軍管区（District of the Frontier）に属することとなった。この小軍管区はミズーリ軍管区（Department of the Missouri）の一部であり、インディアン準州、アーカンソー西部、ミズーリ南西部、カンザス南部が管轄地域であった。
これらの部隊を率いて、ブラントは1863年7月17日のハニースプリングスの戦いに勝利したが、10月6日のバクスタースプリングスの戦いBattle of Baxter Springs）では、彼の率いる小さな分遣隊は南軍ゲリラの奇襲攻撃で大損害を受けた。
1864年1月6日、ブラントは司令官を離任した。このときフロンティア小軍管区は2つに分割されたが、どちらもフロンティア小軍管区と呼ばれ続けた。一つはカンザス軍管区（Department of Arkansas）に所属し、インディアン準州とアーカンソー州フォートスミスを管轄した。司令官にはウィリアム・ジャドソン（William R. Judson）大佐が就任した。もう一つはアーカンソー軍管区（Department of Arkansas）に属して、アーカンソー州全体を管轄した。司令官はジョン・セイヤー（John Milton Thayer）准将であった。セイヤーの部隊は第7軍団に属し、カムデン遠征作戦（Camden Expedition）にフロンティア師団として参加した。
1854年2月23日、ブラントは再びカンザス軍管区のフロンティア小軍管区司令官に復帰し、1864年4月に小軍管区が解散されるまでその任にあった。解散後にフォートスミスはセイヤーの管轄となり、インディアン準州は他のいくつかの小軍管区が管轄することとなった。セイヤーのフロンティア小軍管区は1865年2月1日に解散となった。

### 歴代司令官
- ジェームズ・ブラント准将：1863年6月9日 - 1864年1月6日（ミズーリ軍管区所属）
- ウィリアム・ジャドソン大佐：1864年1月6日 - 1864年2月23日（カンザス軍管区所属）
- ジェームズ・ブラント准将：1864年2月23日 - 1864年4月17日（カンザス軍管区所属）
- ミルトン・セイヤー准将：864年1月6日 - 1865年2月1日（アーカンソー軍管区所属）

### 主な戦闘
- ハニースプリングスの戦い（ブラント）
- カムデン遠征作戦（セイヤー）

## 参考資料
http://www.civilwarhome.com/armyoffrontier.htm
https://web.archive.org/web/20041223162851/http://www.civilwarchronicles.com/commanders.htm